# Statistiche della Ligue 1
La pagina raccoglie statistiche e record significativi del massimo livello professionistico del calcio francese (denominato Division 1 e, a partire dal 2002, Ligue 1)

## Squadre partecipanti

### Attuale
Sono 18 le squadre che partecipano al campionato di Ligue 1 2023-2024. La seguente tabella indica l'anno dell'ultimo approdo nel massimo torneo nazionale.
| Squadra             | in Ligue 1 dal |
| ------------------- | -------------- |
| Brest               | 2019-2020      |
| Clermont Foot       | 2021-2022      |
| Le Havre            | 2023-2024      |
| Lens                | 2020-2021      |
| Lilla               | 2000-2001      |
| Lorient             | 2020-2021      |
| Olympique Lione     | 1989-1990      |
| Olympique Marsiglia | 1996-1997      |
| Metz                | 2023-2024      |
| Monaco              | 2013-2014      |
| Montpellier         | 2009-2010      |
| Nantes              | 2013-2014      |
| Nizza               | 2002-2003      |
| Paris Saint-Germain | 1974-1975      |
| Stade Reims         | 2018-2019      |
| Rennes              | 1994-1995      |
| Strasburgo          | 2017-2018      |
| Tolosa              | 2022-2023      |

### Storico

#### Partecipazioni, debutto, ultima partecipazione e stato attuale delle società

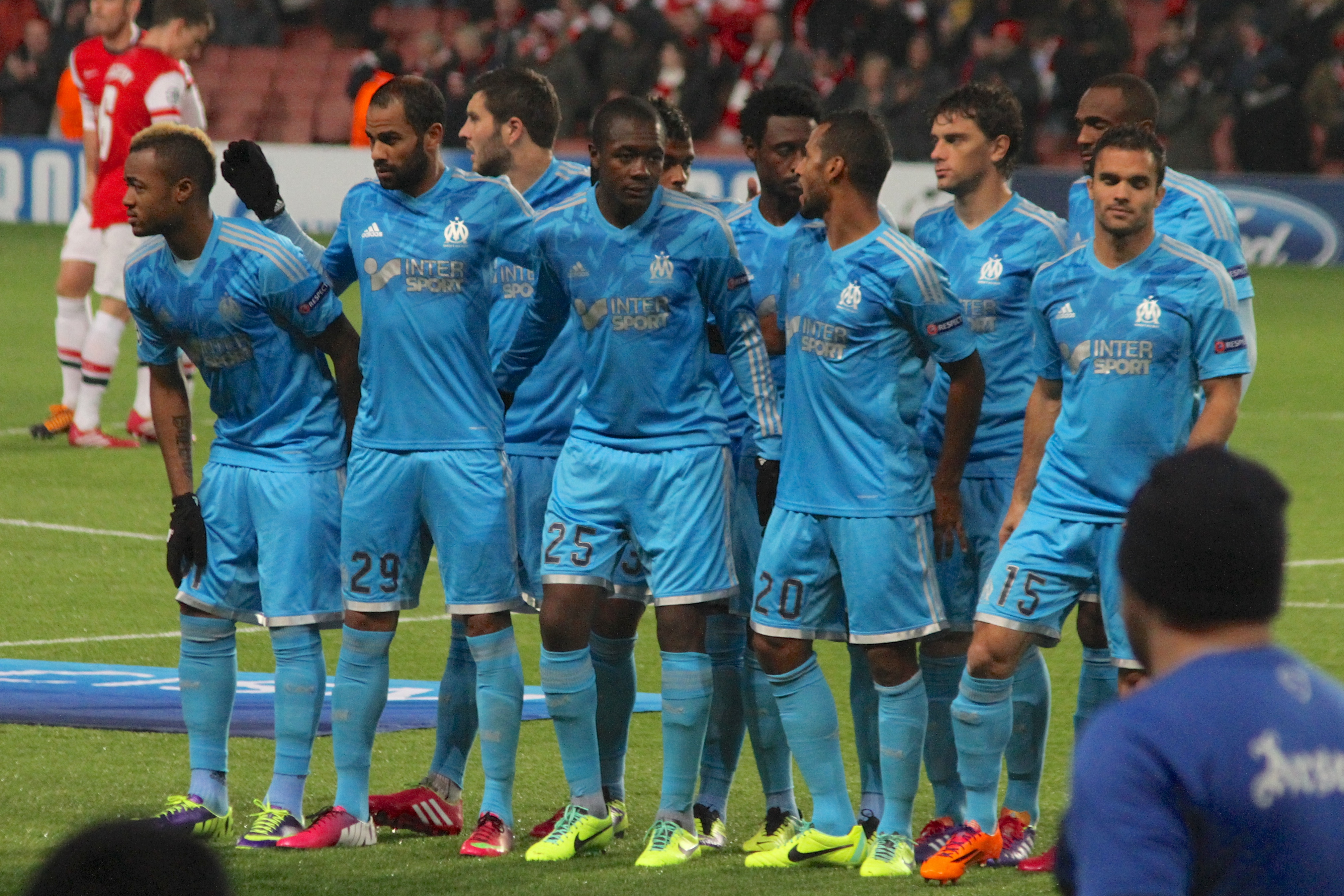
L', qui prima di una gara di UEFA Champions League 2013-2014 contro l', è la squadra ad aver preso parte a più edizioni del torneo (73).

Sono 77 le squadre che hanno preso parte ad almeno una delle 86 edizioni del massimo campionato francese a partire dalla Division Nationale 1932-1933 fino alla Ligue 1 2023-2024. Nessuna squadra è riuscita a giocare tutte le edizioni. Il club che, dall'istituzione del professionismo, ha resistito più tempo nella massima serie, è stato l'Oympique Marsiglia, che ha partecipato ininterrottamente dal 1932-33 al 1958-59, mentre la squadra che detiene il periodo più lungo di permanenza nella massima serie è il Paris Saint Germain, con 50 partecipazioni consecutive (1974-2024, serie in corso).
| Squadra             | Presenze | Debutto   | Ultima apparizione | Campionato 2023-2024                               |
| ------------------- | -------- | --------- | ------------------ | -------------------------------------------------- |
| Olympique Marsiglia | 74       | 1932-1933 | 2023-2024          | Ligue 1                                            |
| Saint-Étienne       | 69       | 1938-1939 | 2021-2022          | Ligue 2                                            |
| Bordeaux            | 69       | 1945-1946 | 2021-2022          | Ligue 2                                            |
| Rennes              | 67       | 1932-1933 | 2023-2024          | Ligue 1                                            |
| Sochaux             | 66       | 1932-1933 | 2013-2014          | Championnat National                               |
| Monaco              | 65       | 1953-1954 | 2023-2024          | Ligue 1                                            |
| Olympique Lione     | 65       | 1951-1952 | 2023-2024          | Ligue 1                                            |
| Nizza               | 65       | 1932-1933 | 2023-2024          | Ligue 1                                            |
| Lilla               | 64       | 1945-1946 | 2023-2024          | Ligue 1                                            |
| Metz                | 64       | 1932-1933 | 2023-2024          | Ligue 1                                            |
| Strasburgo          | 63       | 1934-1935 | 2023-2024          | Ligue 1                                            |
| Lens                | 62       | 1937-1938 | 2023-2024          | Ligue 1                                            |
| Nantes              | 56       | 1963-1964 | 2023-2024          | Ligue 1                                            |
| Paris Saint-Germain | 51       | 1971-1972 | 2023-2024          | Ligue 1                                            |
| Montpellier         | 42       | 1932-1933 | 2023-2024          | Ligue 1                                            |
| Stade Reims         | 39       | 1945-1946 | 2023-2024          | Ligue 1                                            |
| Nîmes               | 36       | 1951-1952 | 2020-2021          | Championnat National                               |
| Bastia              | 34       | 1968-1969 | 2016-2017          | Ligue 2                                            |
| Tolosa              | 34       | 1982-1983 | 2023-2024          | Ligue 1                                            |
| Auxerre             | 33       | 1980-1981 | 2022-2023          | Ligue 2                                            |
| Valenciennes        | 33       | 1935-1936 | 2013-2014          | Ligue 2                                            |
| Angers              | 31       | 1956-1957 | 2022-2023          | Ligue 2                                            |
| RC France           | 30       | 1932-1933 | 1989-1990          | Championnat National 2                             |
| Nancy               | 30       | 1970-1971 | 2016-2017          | Championnat National                               |
| Le Havre            | 25       | 1938-1939 | 2023-2024          | Ligue 1                                            |
| Sedan               | 23       | 1955-1956 | 2006-2007          | Régional 3                                         |
| Cannes              | 22       | 1932-1933 | 1997-1998          | Championnat National 2                             |
| Tolosa (1937-1967)  | 19       | 1946-1947 | 1966-1967          | Non più attiva                                     |
| Rouen               | 19       | 1936-1937 | 1984-1985          | Championnat National                               |
| Red Star            | 19       | 1932-1933 | 1974-1975          | Championnat National                               |
| Caen                | 18       | 1988-1989 | 2018-2019          | Ligue 2                                            |
| Brest               | 18       | 1979-1980 | 2023-2024          | Ligue 1                                            |
| Lorient             | 17       | 1998-1999 | 2023-2024          | Ligue 1                                            |
| Sète                | 16       | 1932-1933 | 1953-1954          | Régional 3                                         |
| FC Nancy            | 15       | 1946-1947 | 1962-1963          | Non più attiva                                     |
| Ajaccio             | 14       | 1967-1968 | 2022-2023          | Ligue 2                                            |
| Laval               | 13       | 1976-1977 | 1988-1989          | Ligue 2                                            |
| Guingamp            | 13       | 1995-1996 | 2018-2019          | Ligue 2                                            |
| Tolone              | 12       | 1958-1959 | 1992-1993          | Championnat National 2                             |
| Stade Français      | 12       | 1946-1947 | 1966-1967          | Départemental 5                                    |
| Troyes              | 11       | 1999-2000 | 2022-2023          | Ligue 2                                            |
| Roubaix-Tourcoing   | 10       | 1945-1946 | 1954-1955          | Non più attiva                                     |
| AS Troyes-Sav.      | 8        | 1954-1955 | 1977-1978          | Non più attiva                                     |
| Olympique Lillois   | 7        | 1932-1933 | 1938-1939          | Non più attiva                                     |
| Fives               | 7        | 1932-1933 | 1938-1939          | Non più attiva                                     |
| Excelsior Roubaix   | 7        | 1932-1933 | 1938-1939          | Non più attiva                                     |
| Antibes             | 7        | 1932-1933 | 1938-1939          | Départemental 1                                    |
| Mulhouse            | 6        | 1932-1933 | 1989-1990          | Régional 1                                         |
| Le Mans             | 6        | 2003-2004 | 2009-2010          | Championnat National                               |
| Olympique Alès      | 6        | 1932-1933 | 1958-1959          | Championnat National 2                             |
| Digione             | 6        | 2011-2012 | 2020-2021          | Championnat National                               |
| Thonon Évian        | 4        | 2011-2012 | 2014-2015          | Championnat National 2                             |
| Tours               | 4        | 1980-1981 | 1984-1985          | Championnat National 3                             |
| Grenoble            | 4        | 1960-1961 | 2009-2010          | Ligue 2                                            |
| Angoulême           | 3        | 1969-1970 | 1971-1972          | Championnat National 2                             |
| SC Nîmes            | 3        | 1932-1933 | 1934-1935          | Non più attiva                                     |
| Roubaix             | 3        | 1936-1937 | 1938-1939          | Non più attiva                                     |
| Limoges             | 3        | 1958-1959 | 1960-1961          | Régional 2                                         |
| Martigues           | 3        | 1993-1994 | 1995-1996          | Championnat National                               |
| Paris FC            | 3        | 1972-1973 | 1978-1979          | Ligue 2                                            |
| Amiens              | 3        | 2017-2018 | 2019-2020          | Ligue 2                                            |
| Clermont Foot       | 3        | 2021-2022 | 2023-2024          | Ligue 1                                            |
| CA Paris            | 2        | 1932-1933 | 1933-1934          | Ligue 1                                            |
| Club Français       | 1        | 1932-1933 | 1932-1933          | Non più attiva                                     |
| Hyères              | 1        | 1932-1933 | 1932-1933          | Championnat National 2                             |
| Colmar              | 1        | 1948-1949 | 1948-1949          | Championnat National 2                             |
| Lyon OU             | 1        | 1945-1946 | 1945-1946          | Solo attività giovanile (Championnat Régional U15) |
| Châteauroux         | 1        | 1997-1998 | 1997-1998          | Championnat National                               |
| Niort               | 1        | 1987-1988 | 1987-1988          | Championnat National                               |
| Gueugnon            | 1        | 1995-1996 | 1995-1996          | Championnat National 3                             |
| Béziers             | 1        | 1957-1958 | 1957-1958          | Non più attiva                                     |
| Boulogne            | 1        | 2009-2010 | 2009-2010          | Championnat National 2                             |
| Gazélec Ajaccio     | 1        | 2015-2016 | 2015-2016          | Régional 2                                         |
| Pays d'Aix          | 1        | 1967-1968 | 1967-1968          | Départemental 1                                    |
| AC Avignone         | 1        | 1975-1976 | 1975-1976          | Départemental 4                                    |
| Istres              | 1        | 2004-2005 | 2004-2005          | Championnat National 3                             |
| Arles               | 1        | 2010-2011 | 2010-2011          | Régional 1                                         |

#### Partecipazioni per regione
| Regione                     | N. | Squadre | PT  | MP    |
| --------------------------- | -- | --- | --- | ----- |
| Provenza-Alpi-Costa Azzurra | 11 | AC Avignone, Antibes, Arles, Cannes, Hyères, Istres, Martigues, Nizza, Olympique Marsiglia, Pays d’Aix, Tolone        | 188 | 17.09 |
| Grande Est                  | 10 | Colmar, FC Nancy, Metz, Mulhouse, Nancy, Sedan, Stade Reims, Strasburgo, Troyes, Troyes Savienne                      | 260 | 26    |
| Alta Francia                | 10 | Amiens, Boulogne, Excelsior Roubaix, Fivois, Lens, Lilla, Olympique Lillois, Roubaix, Roubaix-Tourcoing, Valenciennes | 197 | 19.7  |
| Occitania                   | 8  | Béziers, Olympique Alès, Montpellier, Nîmes, SC Nîmes, Sète, Tolosa, Tolosa (1937-1967)                               | 157 | 19.63 |
| Île-de-France               | 7  | CA Paris, Club Français, Paris FC, Paris Saint-Germain, RC Paris, Red Star, Stade Français                            | 118 | 16.86 |
| Alvernia-Rodano-Alpi        | 6  | Clermont, Grenoble, Lyon OU, Olympique Lione, Saint-Étienne, Thonon Évian                                             | 146 | 24.33 |
| Bretagna                    | 4  | Brest, Guingamp, Lorient, Rennes                                                                                      | 115 | 28.75 |
| Borgogna-Franca Contea      | 4  | Auxerre, Digione, Gueugnon, Sochaux                                                                                   | 106 | 26.5  |
| Paesi della Loira           | 4  | Angers, Laval, Le Mans, Nantes                                                                                        | 105 | 26.25 |
| Nuova Aquitania             | 4  | Angoulême, Bordeaux, Limoges, Niort                                                                                   | 76  | 19    |
| Normandia                   | 3  | Caen, Le Havre, Rouen                                                                                                 | 62  | 20.67 |
| Corsica                     | 3  | Ajaccio, Bastia, Gazélec Ajaccio                                                                                      | 49  | 16.33 |
| Centro-Valle della Loira    | 2  | Châteauroux, Tours | 5   | 0.4   |
| Monaco                      | 1  | Monaco | 36  | 36    |

Tutte le 13 regioni della Francia metropolitana hanno avuto almeno un rappresentante nella massima serie. La Provenza-Alpi-Costa Azzurra è la regione più rappresentata con undici squadre; mentre il Centro-Valle della Loira è la meno rappresentata con solo due squadre.
Seppur non facendo parte della Francia, anche il piccolo Principato di Monaco è stato rappresentato almeno una volta nel campionato francese, contando un totale di 36 apparizioni, tutte con il Monaco.

#### Esordio in Division 1/Ligue 1
- 1932-1933:  Antibes,  CA Paris,  Cannes,  Club Français,  Excelsior Roubaix,  Fives,  Hyères,  Metz,  Montpellier,  Mulhouse,  Nizza,  Olympique Alès,  Olympique Lillois,  Olympique Marsiglia,  RC France,  Red Star,  Rennes,  SC Nîmes,  Sète,  Sochaux

- 1934-1935:  Strasburgo

- 1935-1936:  Valenciennes

- 1936-1937:  Roubaix,  Rouen

- 1937-1938:  Lens

- 1938-1939:  Le Havre,  Saint-Étienne

- 1945-1946:  Bordeaux,  Lilla,  Lyon OU,  Roubaix-Tourcoing,  Stade Reims

- 1946-1947:  FC Nancy,  Stade Français,  Tolosa

- 1948-1949:  Colmar

- 1951-1952:  Nîmes,  Olympique Lione

- 1953-1954:  Monaco

- 1954-1955:  AS Troyes-Sav.

- 1955-1956:  Sedan

- 1956-1957:  Angers

- 1957-1958:  Béziers

- 1958-1959:  Limoges,  Tolone

- 1960-1961:  Grenoble

- 1963-1964:  Nantes

- 1967-1968:  Ajaccio,  Pays d'Aix

- 1968-1969:  Bastia

- 1969-1970:  Angoulême

- 1970-1971:  Nancy

- 1971-1972:  Paris Saint-Germain

- 1972-1973:  Paris FC

- 1975-1976:  AC Avignone

- 1976-1977:  Laval

- 1979-1980:  Brest

- 1980-1981:  Auxerre,  Tours

- 1982-1983:  Tolosa

- 1987-1988:  Niort

- 1989:  Caen

- 1993-1994:  Martigues

- 1995-1996:  Gueugnon,  Guingamp

- 1997-1998:  Châteauroux

- 1998-1999:  Lorient

- 1999-2000:  Troyes

- 2003-2004:  Le Mans

- 2004-2005:  Istres

- 2009-2010:  Boulogne

- 2010-2011:  Arles

- 2011-2012:  Digione,  Thonon Évian

- 2015-2016:  Gazélec Ajaccio

- 2017-2018:  Amiens

- 2021-2022:  Clermont Foot

## Albo d'oro del campionato francese

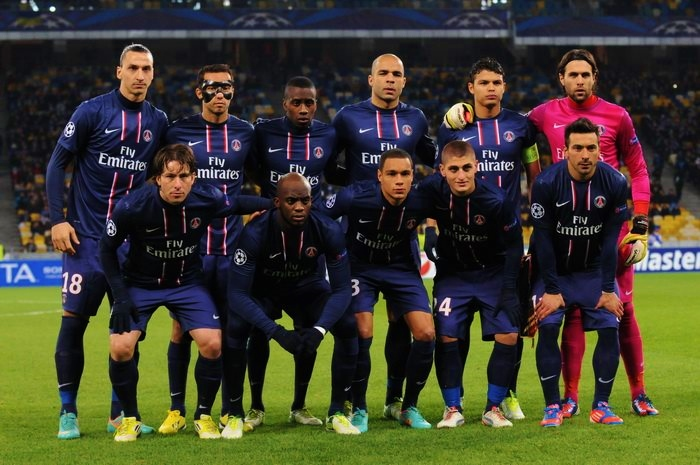
Il, qui nella formazione campione di Francia 2012-2013, è la squadra più titolata del calcio francese con 12 campionati.

- 12 vittorie:
 Paris Saint-Germain
- 10 vittorie:
 Saint-Étienne
- 9 vittorie:
 Olympique Marsiglia
- 8 vittorie:
 Monaco
 Nantes
- 7 vittorie:
 Olympique Lione
- 6 vittorie:
 Bordeaux
 Stade Reims
- 4 vittorie:
 Nizza
 Lilla
- 2 vittorie:
 Sète
 Sochaux
- 1 vittoria:
 Auxerre
 Montpellier
 Lens
 Olympique Lillois
 RC France
 Roubaix-Tourcoing
 Strasburgo

### Titolo più recente
- Paris Saint-Germain: 2023-2024
- Lilla: 2020-2021
- Monaco: 2016-2017
- Montpellier: 2011-2012
- Olympique Marsiglia: 2009-2010
- Bordeaux: 2008-2009
- Olympique Lione: 2007-2008
- Nantes: 2000-2001
- Lens: 1997-1998
- Auxerre: 1995-1996
- Saint-Étienne: 1980-1981
- Strasburgo: 1978-1979
- Stade Reims: 1961-1962
- Nizza: 1958-1959
- Roubaix-Tourcoing: 1946-1947
- Sète: 1938-1939
- Sochaux: 1937-1938
- RC France: 1935-1936
- Olympique Lillois: 1932-1933

### Primo titolo
- Olympique Lillois: 1932-1933
- Sète: 1933-1934
- Sochaux: 1934-1935
- RC France: 1935-1936
- Olympique Marsiglia: 1936-1937
- Lilla: 1945-1946
- Roubaix-Tourcoing: 1946-1947
- Stade Reims: 1948-1949
- Bordeaux: 1949-1950
- Nizza: 1950-1951
- Saint-Étienne: 1956-1957
- Monaco: 1960-1961
- Nantes: 1964-1965
- Strasburgo: 1978-1979
- Paris Saint-Germain: 1985-1986
- Auxerre: 1995-1996
- Lens: 1997-1998
- Olympique Lione: 2001-2002
- Montpellier: 2011-2012

### Vittorie consecutive
7 vittorie:
 Olympique Lione (2001-2008)
4 vittorie:
 Saint-Étienne (1966-1970)
 Olympique Marsiglia (1988-1992)
 Paris Saint-Germain (2012-2016)
3 vittorie:
 Saint-Étienne (1973-1976)
 Paris Saint-Germain (2017-2020; 2021-2024)
2 vittorie:
 Nizza (1950-1952)
 Nantes (1964-1966)
 Olympique Marsiglia (1970-1972)
 Bordeaux (1983-1985)

## Record di squadra
Aggiornato alla stagione 2022-2023

### Imbattibilità

#### Assoluta
- 38 giornate -  Paris Saint-Germain dal 2014-2015 al 2015-2016[4]

Serie aperta il 20 marzo 2015: PSG-Lorient 3-1
Serie chiusa il 28 febbraio 2016: O. Lione-PSG 2-1

#### Casalinga
- 92 giornate -  Nantes dal 1975-1976 al 1980-1981[5]

Serie aperta il 4 giugno 1976: Nantes-Nizza 1-1
Serie chiusa il 7 aprile 1981: Nantes-Auxerre 0-1

#### Esterna
- 21 giornate -  Olympique Lione dal 2004-2005 al 2005-2006[6]

Serie aperta il 19 marzo 2005: Strasburgo-O. Lione 0-1
Serie chiusa il 23 aprile 2006: Monaco-O. Lione 2-1

### Vittorie, pareggi e sconfitte
Maggior numero di vittorie complessive
- campionati a 14 squadre: 15 su 26 -  Olympique Marsiglia nel 1933-1934
- campionati a 16 squadre: 22 su 30 -  Sochaux nel 1934-1935
- campionati a 18 squadre: 25 su 34 -  Saint-Étienne nel 1969-1970
- campionato a 20 squadre: 30 su 38 -  Paris Saint-Germain nel 2015-2016/ Monaco nel 2016-2017

Maggior numero di vittorie casalinghe
- campionato a 20 squadre: 19 su 19 -  Saint-Étienne nel 1974-1975

Maggior numero di vittorie esterne
- campionato a 20 squadre: 15 su 19 -  Paris Saint-Germain nel 2015-2016

Maggior numero di vittorie consecutive
- 17 vittorie -  Bordeaux dal 2008-2009 al 2009-2010

Serie aperta il 14 marzo 2009: Bordeaux-Nizza 2-1
Serie chiusa il 30 agosto 2009: O. Marsiglia-Bordeaux 0-0
- 17 vittorie -  Paris Saint-Germain nel 2018-2019

Serie aperta il 12 agosto 2018: PSG-Caen 3-0
Serie chiusa il 2 dicembre 2018: Bordeaux-PSG 2-2
Maggior numero di vittorie consecutive casalinghe
- 28 vittorie -  Saint-Étienne dal 1973-1974 al 1975-1976

Serie aperta il 13 marzo 1974: Saint-Étienne-Nîmes 2-1
Serie chiusa il 12 settembre 1975: Saint-Étienne-PSG 1-1
Maggior numero di vittorie consecutive esterne
- 9 vittorie -  Olympique Marsiglia dal 2008-2009 al 2009-2010

Serie aperta il 15 febbraio 2009: Monaco-O. Marsiglia 0-1
Serie chiusa il 22 agosto 2009: Rennes-O. Marsiglia 1-1
Minor numero di sconfitte in una stagione
- 1 sconfitta -  Nantes nel 1994-1995

Minor numero di sconfitte in casa
- 0 sconfitte - 23 squadre

Minor numero di sconfitte in trasferta
- 1 sconfitta -  Saint-Étienne nel 1969-1970;  Nantes nel1994-1995;  Olympique Marsiglia nel 2009-2010;  Paris Saint-Germain nel 2015-2016

### Punti
Maggior numero di punti ottenuti in una stagione
Campionato con 2 punti per vittoria - 60  Stade Reims nel 1959-1960;  Nantes nel 1965-1966
Campionato con 3 punti per vittoria - 96  Paris Saint-Germain nel 2015-2016
Maggior numero di punti di scarto tra la prima e la seconda
Campionato con 2 punti per vittoria - +11 ( Saint-Étienne nel 1969-1970)
Campionato con 3 punti per vittoria - +31  Paris Saint-Germain nel 2015-2016)

## Calciatori
Statistiche aggiornate al 23 aprile 2022

### Cannonieri

#### Numero di reti

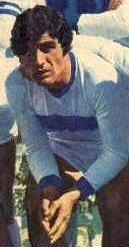
Con 299 reti, Delio Onnis è il più prolifico attaccante della Division 1.

Primi 22 giocatori per numero di reti segnate in Division 1/Ligue 1.
1. Delio Onnis (299)
2. Bernard Lacombe (255)
3. Hervé Revelli (216)
4. Roger Courtois (210)
5. Thadée Cisowski (206)
6. Roger Piantoni (203)
7. Kylian Mbappé (191)
8. Joseph Ujlaki (190)
9. Fleury Di Nallo (187)
10. Carlos Bianchi (179)
11. Gunnar Andersson (179)
12. Hassan Akesbi (173)
13. Jean Baratte (169)
14. Just Fontaine (164)
15. Alain Giresse (163)
16. Wissam Ben Yedder (161)
17. André Guy (159)
18. Désiré Koranyi (157)
19. Jean-Pierre Papin (156)
20. Jacques Vergnes (153)

#### Maggior numero di gol in un campionato (dal 1932-1933)
Marcatori con almeno 30 reti in un torneo.
| Pos. | Nome               | Campionato | Club                | Gol |
| ---- | ------------------ | ---------- | ------------------- | --- |
| 1    | Josip Skoblar      | 1970-1971  | Olympique Marsiglia | 44  |
| 2    | Zlatan Ibrahimović | 2015-2016  | Paris Saint-Germain | 38  |
| 3    | Carlos Bianchi     | 1973-1974  | Paris Saint-Germain | 37  |
| 4    | Philippe Gondet    | 1965-1966  | Nantes              | 36  |
| 5    | Gunnar Andersson   | 1952-1953  | Olympique Marsiglia | 35  |
| 5    | Serge Masnaghetti  | 1962-1963  | Valenciennes        | 35  |
| 5    | Edinson Cavani     | 2016-2017  | Paris Saint-Germain | 35  |
| 8    | Roger Courtois     | 1935-1936  | Sochaux             | 34  |
| 8    | Just Fontaine      | 1957-1958  | Stade Reims         | 34  |
| 8    | Carlos Bianchi     | 1975-1976  | Stade Reims         | 34  |
| 11   | Pierre Sinibaldi   | 1946-1947  | Stade Reims         | 33  |
| 11   | Thadée Cisowski    | 1956-1957  | RC France           | 33  |
| 11   | Kylian Mbappé      | 2018-2019  | Paris Saint-Germain | 33  |
| 14   | Jean Baratte       | 1947-1948  | Lilla               | 31  |
| 14   | Gunnar Andersson   | 1951-1952  | Olympique Marsiglia | 31  |
| 14   | Thadée Cisowski    | 1955-1956  | RC France           | 31  |
| 14   | Hervé Revelli      | 1966-1967  | Saint-Étienne       | 31  |
| 18   | André Abegglen     | 1934-1935  | Sochaux             | 30  |
| 18   | Oskar Rohr         | 1936-1937  | Strasburgo          | 30  |
| 18   | René Bliard        | 1954-1955  | Stade Reims         | 30  |
| 18   | Thadée Cisowski    | 1958-1959  | RC France           | 30  |
| 18   | Ahmed Oudjani      | 1963-1964  | Lens                | 30  |
| 18   | Josip Skoblar      | 1971-1972  | Olympique Marsiglia | 30  |
| 18   | Carlos Bianchi     | 1973-1974  | Stade Reims         | 30  |
| 18   | Delio Onnis        | 1974-1975  | Monaco              | 30  |
| 18   | Jean-Pierre Papin  | 1989-1990  | Olympique Marsiglia | 30  |
| 18   | Zlatan Ibrahimović | 2012-2013  | Paris Saint-Germain | 30  |

### Record di presenze

#### Classifica di presenze in Ligue 1

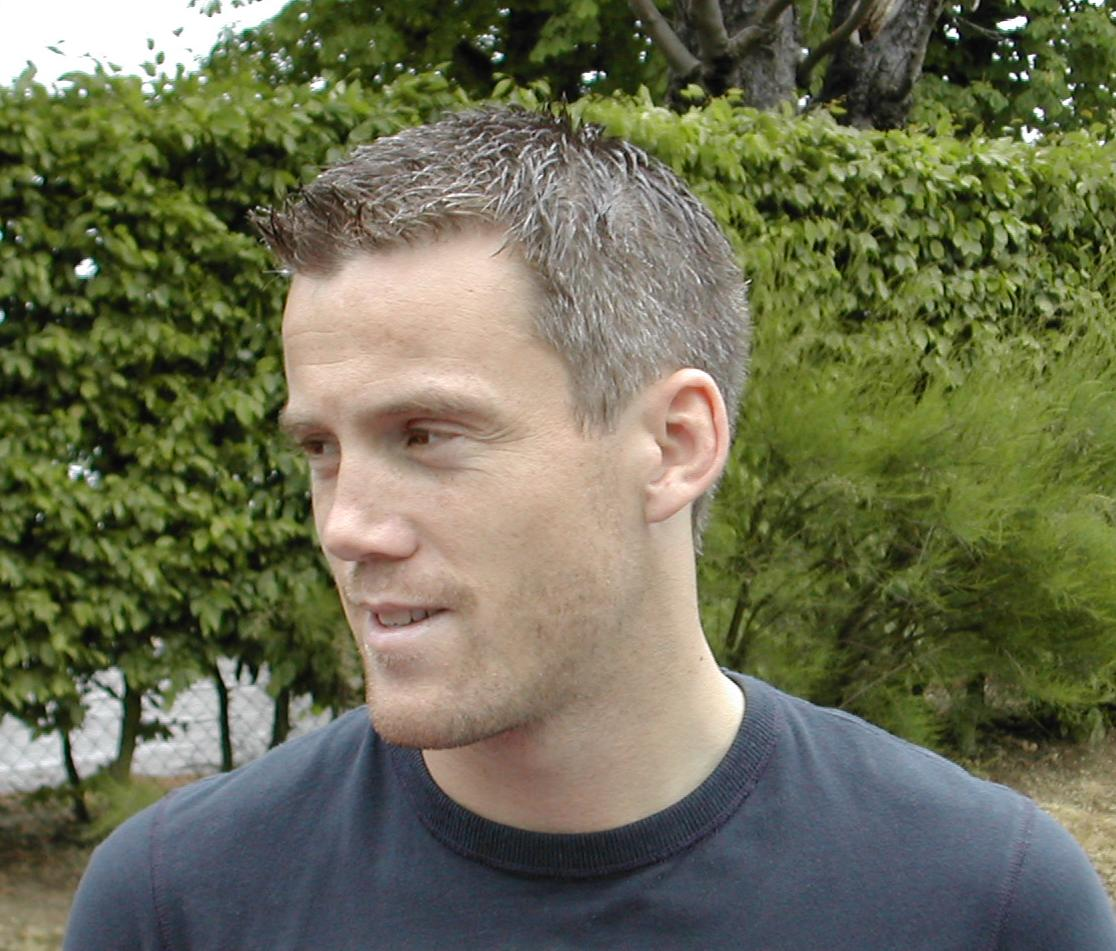
Mickaël Landreau, primatista nella graduatoria dei giocatori più presenti in massima divisione francese.

Primi 21 giocatori per numero di presenze assolute in Division 1/Ligue 1.
1. Mickaël Landreau (618)
2. Jean-Luc Ettori (602)
3. Dominique Dropsy (596)
4. Dominique Baratelli (593)
5. Alain Giresse (587)
6. Sylvain Kastendeuch (577)
7. Patrick Battiston (558)
8. Steve Mandanda (554)
9. Jacques Novi (545)
10. Roger Marche (543)
11. Henri Michel (533)
12. Jean-Paul Bertrand-Demanes (531)
13. Robert Jonquet (521)
14. Florent Balmont (513)
15. Vitorino Hilton (512)[N 3]
16. Patrice Rio (509)
17. Sylvain Armand (506)
18. François Brisson (505)
19. Joël Bats (504)
20. Albert Rust (503)
21. Loïc Amisse (503)

### Giocatori plurivincitori

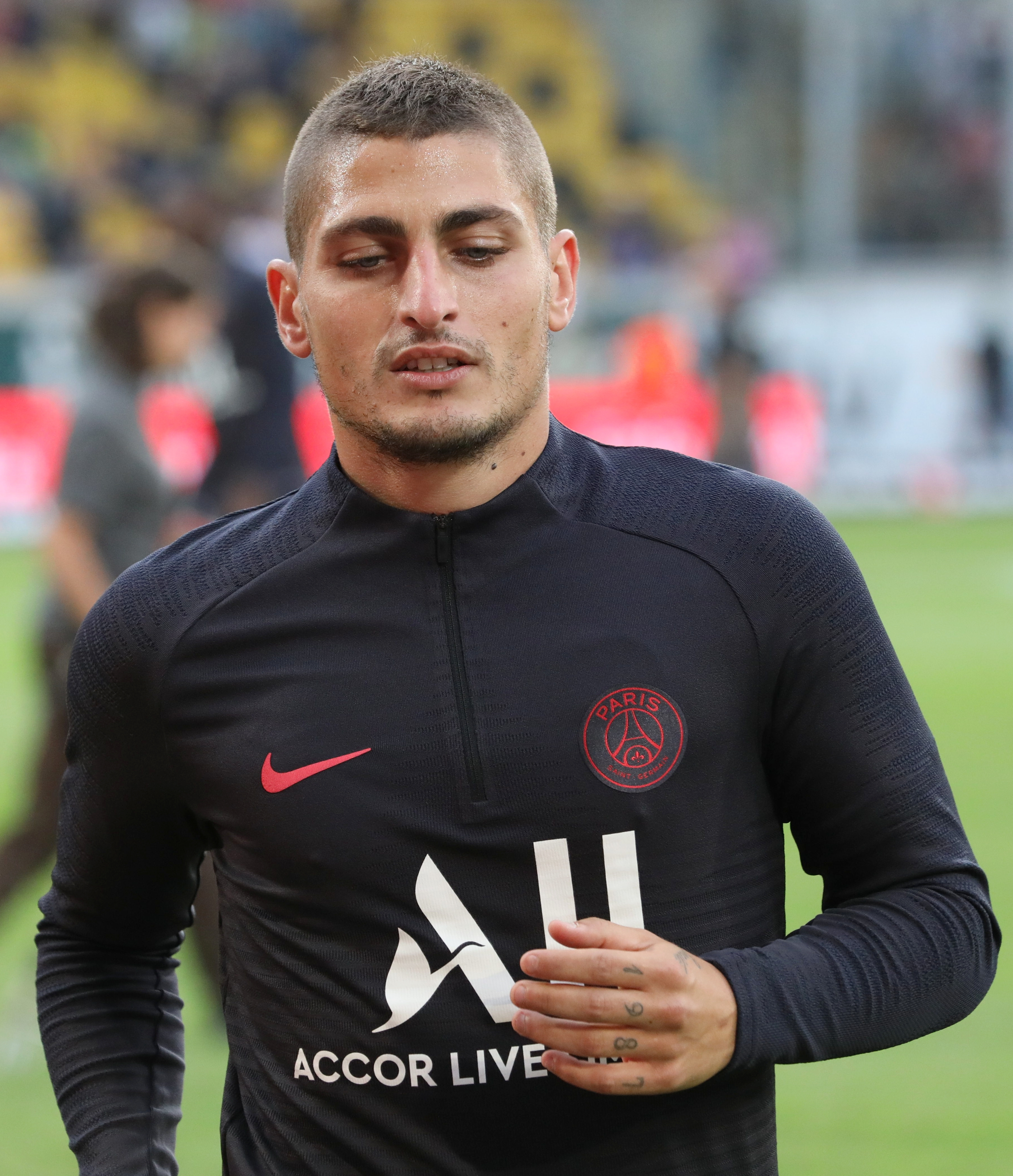
Marco Verratti, vincitore di nove titoli con il e calciatore con più titoli di Ligue 1 conquistati, assieme a Marquinhos.

1. Marco Verratti
 Marquinhos (9)
2. Juninho Pernambucano
 Thiago Silva
 Grégory Coupet
 Sidney Govou
 Jean-Michel Larqué
 Hervé Revelli
 Kylian Mbappé (7)

### Imbattibilità del portiere

#### Imbattibilità assoluta
1. Gaëtan Huard, 1992-1993 (Bordeaux): 1176 minuti[N 4][11]
2. Vincent Enyeama, 2013-2014 ( Lilla): 1106 minuti[N 5][12]
3. Salvatore Sirigu, Ligue 1 2012-2013 ( Paris Saint-Germain): 949 minuti[N 6][12]
4. Jean-Luc Ettori, 1992-1993 ( Monaco): 899 minuti[N 7][12]
5. Bruno Martini, 1987-1988 ( Auxerre): 892 minuti[N 8][12]

### Altri record
Maggior numero di reti segnate in una gara
- 7 goal -   André Abegglen e  Jean Nicolas (7)

Maggior numero di gare consecutive in cui un giocatore va a segno
- 13 gare -  Serge Masnaghetti

Esordiente più giovane
1. Kalman Gerencseri (15 anni,  7 mesi e 11 giorni)[13]
2. Laurent Paganelli (15 anni, 10 mesi e 5 giorni)
3. Joël Fréchet (15 anni, 10 mesi e 16 giorni)
4. Ayyoub Bouaddi (16 anni e 20 giorni)
5. Albert Rafetraniaina (16 anni e 27 giorni)
6. Neal Maupay (16 anni, 1 mese e 1 giorno)
7. Willem Geubbels (16 anni, 1 mese e 7 giorni)
8. Laurent Fournier (16 anni, 1 mese e 24 giorni)
9. Laurent Roussey (16 anni, 1 mese e 30 giorni)
10. Rayan Cherki (16 anni, 2 mesi e 2 giorni)